# Ocotea calophylla
Ocotea calophylla är en lagerväxtart som beskrevs av Carl Christian Mez. Ocotea calophylla ingår i släktet Ocotea och familjen lagerväxter. Inga underarter finns listade i Catalogue of Life.